# جامع المسيب الكبير
جامع المسيب الكبير، هو من مساجد العراق التاريخية الأثرية ويقع في بابل بقضاء المسيب، على ضفاف نهر الفرات قرب جسر المسيب القديم، ولقد شيد وبني عام 1293هـ/1876م، في عهد الدولة العثمانية، وأعيد بناؤه وترميمهُ عدة مرات آخرها في عام 1418هـ/1998م، من قبل وزارة الأوقاف والشؤون الدينية، وتمت عملية الصيانة والترميم مع مراعاة الطابع القديم التراثي للمنارة القديمة، وتبلغ مساحته حوالي 1500م2، ويحتوي الجامع على مصلى حرم واسع يتسع لأكثر من ألف مصل، ومنارة الجامع ذات حوض واحد ومزين الحوض بنقوش ومقرنصات ولقد بنيت المنارة من الطابوق الفرشي ويبلغ أرتفاعها 16م، وتقام في الجامع حالياً صلاة الجمعة وصلاة العيدين والصلوات الخمس المكتوبة.